# Liste der Monuments historiques in Lavilletertre
Die Liste der Monuments historiques in Lavilletertre führt die Monuments historiques in der französischen Gemeinde Lavilletertre auf.

## Liste der Bauwerke
| Bezeichnung                      | Beschreibung                  | Standort | Kennzeichnung | Schutzstatus | Datum | Bild           |
| -------------------------------- | ----------------------------- | -------- | ------------- | ------------ | ----- | -------------- |
| Schloss Saint-Cyr                | Erbaut im 17./18. Jahrhundert | (Lage)   | PA00114726    | Classé       | 1969  | weitere Bilder |
| Kirche Notre-Dame-de-la-Nativité | Erbaut im 12. Jahrhundert     | (Lage)   | PA00114727    | Classé       | 1962  | weitere Bilder |

## Liste der Objekte
| Bezeichnung                                                              | Beschreibung                             | Standort                                       | Kennzeichnung | Schutzstatus | Datum | Bild           |
| ------------------------------------------------------------------------ | ---------------------------------------- | ---------------------------------------------- | ------------- | ------------ | ----- | -------------- |
| Skulptur Madonna und Kind                                                | Stein, 16. Jahrhundert                   | in der Kirche Notre-Dame-de-la-Nativité (Lage) | PM60004035    | Inscrit      | 1989  |                |
| Relief Lesendes Kind                                                     | Holz, bemalt, Mitte des 17. Jahrhunderts | in der Kirche Notre-Dame-de-la-Nativité (Lage) | PM60000965    | Classé       | 1912  |                |
| Zwei Grabmonumente für Jean-Baptiste Lemoyne und den Grafen von Courtils | Marmor, 1822                             | in der Kirche Notre-Dame-de-la-Nativité (Lage) | PM60000964    | Classé       | 1962  |                |
| Retabel                                                                  | Holz, 18. Jahrhundert                    | in der Kirche Notre-Dame-de-la-Nativité (Lage) | PM60004036    | Inscrit      | 1989  |                |
| Gemälde Verkündigung                                                     | auf Holz, 18. Jahrhundert                | in der Kirche Notre-Dame-de-la-Nativité (Lage) | PM60004037    | Inscrit      | 1989  |                |
| Taufbecken                                                               | Stein, erste Hälfte des 13. Jahrhunderts | in der Kirche Notre-Dame-de-la-Nativité (Lage) | PM60000963    | Classé       | 1962  | weitere Bilder |
| Glocke                                                                   | Bronze, 1609                             | in der Kirche Notre-Dame-de-la-Nativité (Lage) | PM60000966    | Classé       | 1912  |                |